# Saint-Esprit (Pyrénées-Atlantiques)
Pour les articles homonymes, voir Saint-Esprit (homonymie).
Saint-Esprit est un quartier de la commune française de Bayonne, chef-lieu d'arrondissement des Pyrénées-Atlantiques. 

## Présentation
Fondée par des moines de l'ordre des Hospitaliers du Saint-Esprit, la paroisse de Saint-Esprit-lès-Bayonne est rattachée à la commune de Bayonne en 1790. Mais en 1792, le quartier en est séparé, devenant une commune du département des Landes, jusqu'à sa réintégration à Bayonne en 1857. 
Ce quartier est particulièrement connu pour avoir hébergé au XVIe siècle des réfugiés juifs séfarades, initiateurs en France de l'industrie du chocolat.

## Géographie
Saint-Esprit est située sur la rive droite de l'Adour, alors que la ville ancienne de Bayonne se trouve sur la rive gauche.

## Toponymie

### Attestations anciennes
Le village porte le nom révolutionnaire de Jean-Jacques Rousseau puis celui de Saint-Esprit, mentionné en 1793 et 1801 (le Bulletin des lois mentionne Saint-Esprit et faubourg).
Son nom original en gascon est Sant Esperit, attesté sous sa forme longue L'espitau de Sant-esperit-dou-cap-dou-Pont depuis le XIIe siècle et la construction d'un prieuré puis d'un hôpital.
Saint-Esprit ne dispose pas de forme normalisée en basque par l'Académie de la langue basque.
Toutefois, le dictionnaire Nola Erran de l'Office public de la langue basque propose la forme Santizpirita.

## Histoire

### Moyen Âge
Ce village, créé au XIIe siècle, était une paroisse autonome, Saint-Esprit-lès-Bayonne. 
Les premiers occupants du village sont les moines de l'ordre hospitalier du Saint-Esprit ( d'où le nom du quartier) qui ouvrent un hospice pour les pèlerins sur les chemins de Saint-Jacques-de-Compostelle. 
En juillet 1473, Louis XI confirme sa protection royale par lettres patentes. 

### Époque moderne: le quartier des juifs séfarades
C'est dans ce quartier que s'installèrent les juifs séfarades (espagnols ou portugais) qui fuyaient l'Inquisition à la fin du XVe siècle et au XVIe siècle (voir histoire des Juifs dits portugais en France). La population juive à Saint-Esprit est estimée à 2 500 individus environ en 1787.
Ces immigrés juifs espagnols et portugais apportèrent avec eux, entre autres, l'art de faire le chocolat. En 1615, la France découvrit le chocolat à Bayonne à l'occasion du mariage de l'infante espagnole Anne d'Autriche avec Louis XIII. Bayonne est ainsi une ville connue aujourd'hui encore pour ses chocolats de qualité. Ces familles juives d'origines espagnole ou portugaise seront considérées comme citoyennes après la Révolution. Beaucoup de leurs membres étaient des apothicaires, des médecins, des armateurs ou des négociants qui s'intégrèrent à la population bayonnaise. La synagogue de Bayonne, datant de 1837, due à l'architecte Laurent Capdeville et à Edmond Faulat.

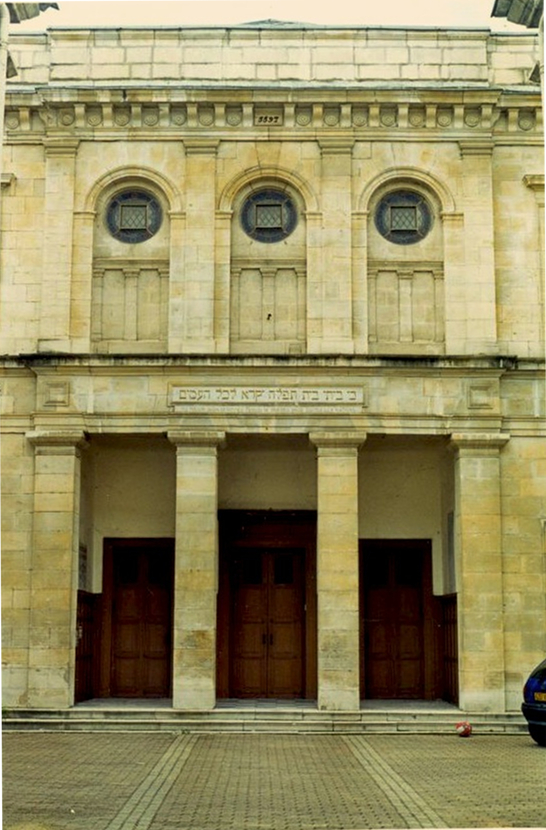
La synagogue de Bayonne.
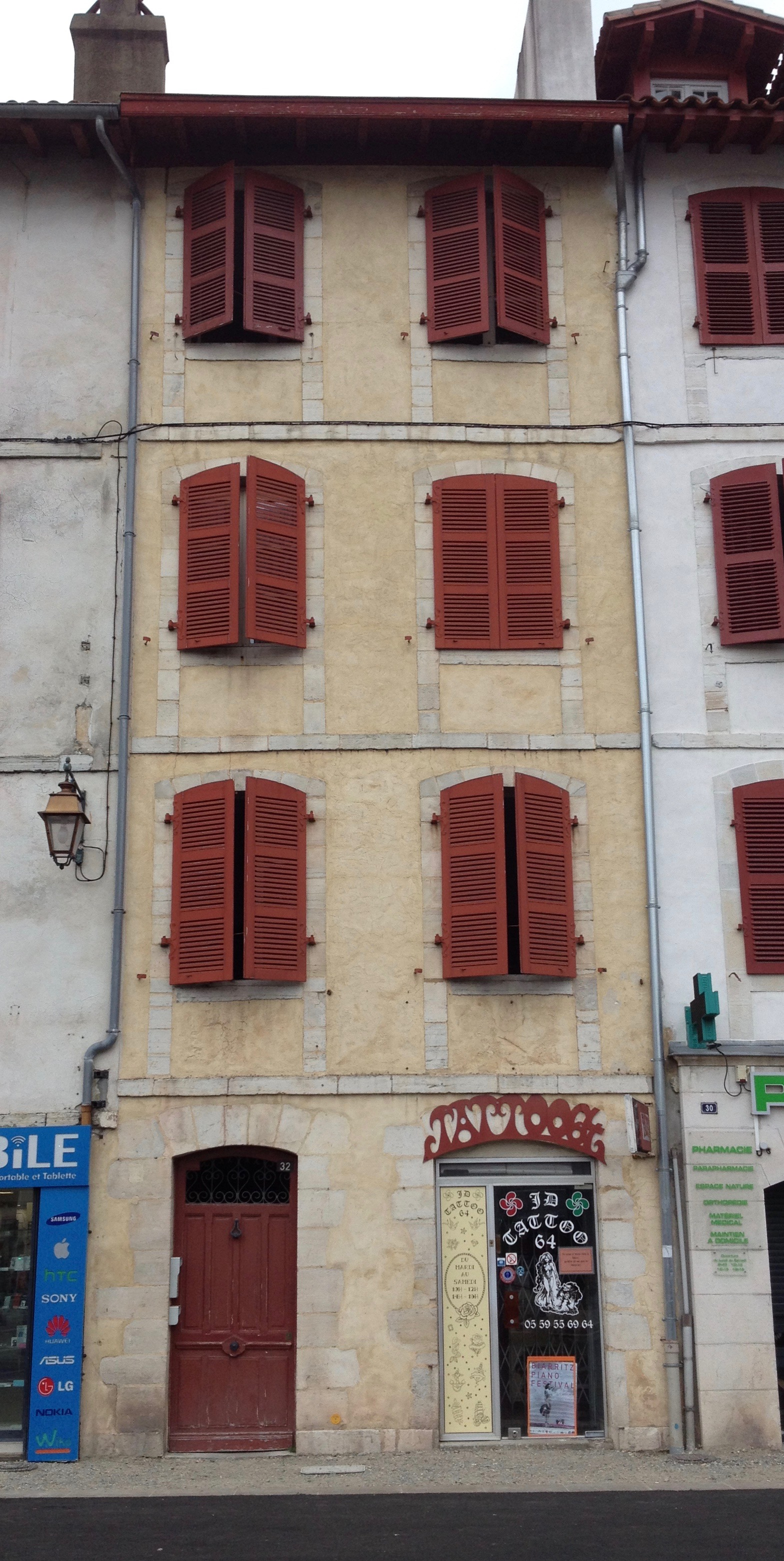
Façade du 32 rue de la République, se trouve l'ancien mikvé.
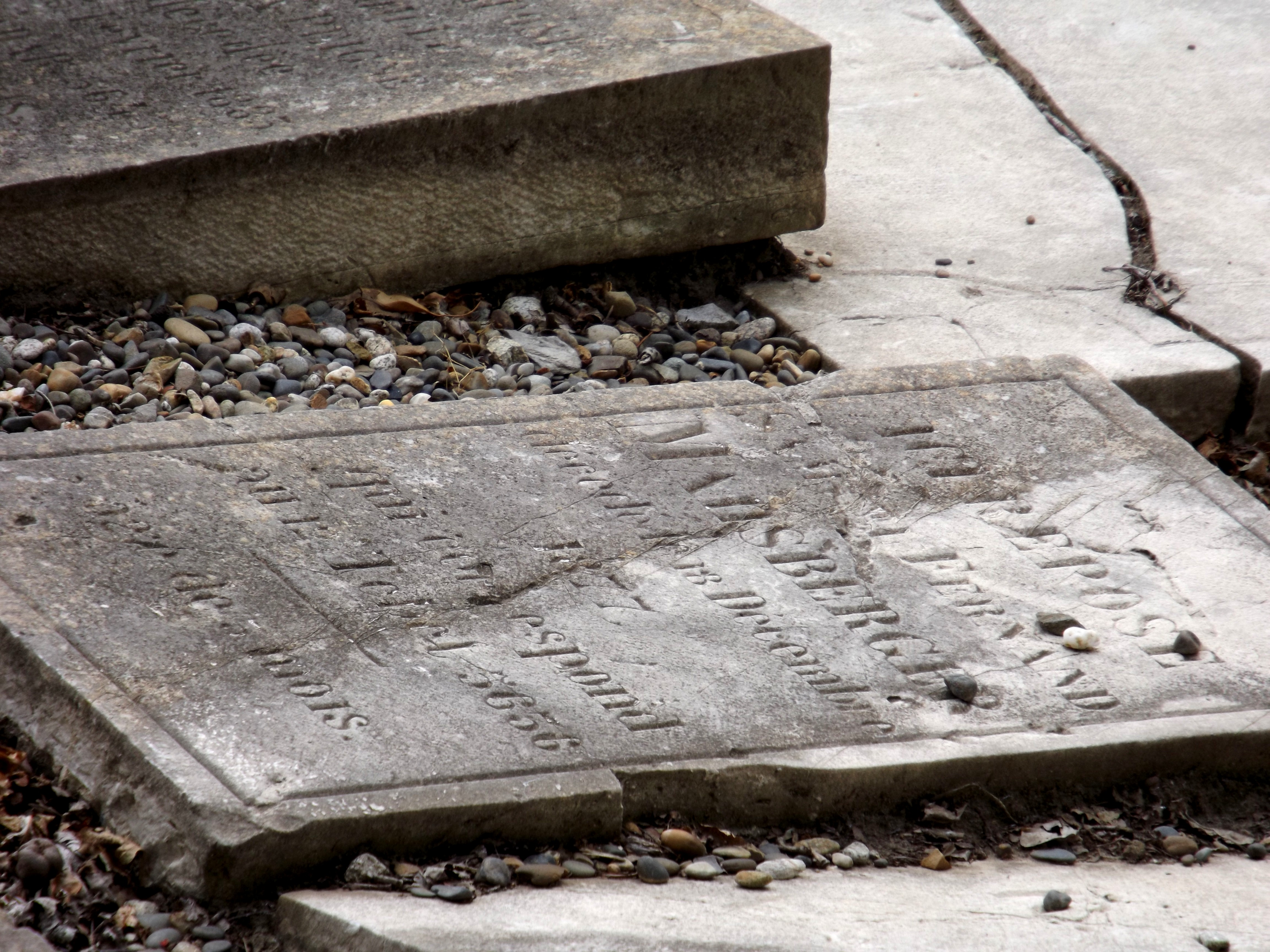
Pierre tombale du cimetière israélite datée de 1877.

### Époque contemporaine
En 1790, lors de la création des communes et des départements, Saint-Esprit est intégré dans la commune de Bayonne (département des Basses-Pyrénées)
En 1792, Saint-Esprit est séparé de la ville et, renommé Jean-Jacques Rousseau. devient une commune et chef-lieu de canton du département des Landes, rattaché à partir de 1800 à l'arrondissement de Dax. 
En 1852, la corrida acquiert droit de cité en France lorsque Eugénie de Montijo assiste à Saint-Esprit (le nom de Jean-Jacques Rousseau ayant été très vite abandonné) à une course de taureaux « corsée à l'espagnole » par la mise à mort de l'animal. Les 21, 22 et 24 août 1853, des corridas s'y déroulent à nouveau, cette fois-ci en présence du couple impérial. Ces évènements valent aujourd'hui à Bayonne le titre de « Plus vieille place taurine de France ».
Saint-Esprit est réintégré à Bayonne et aux Basses-Pyrénées le 1er juin 1857. Son canton devient alors le « canton de Baïonne Nord-Est ».

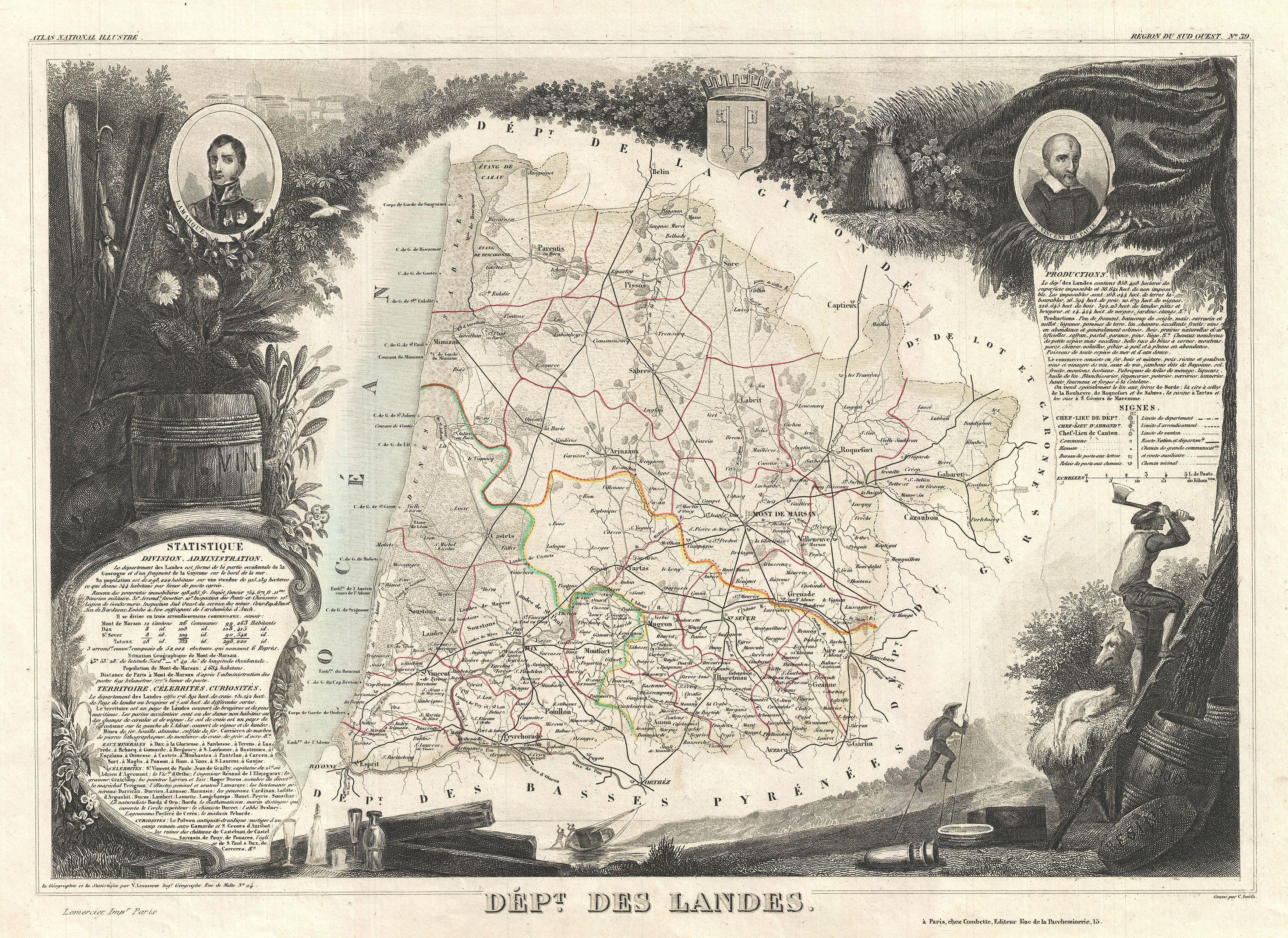
Carte du département des Landes réalisée par Victor Levasseur en 1852 pour son Atlas National Illustré où Saint-Esprit est rattaché au département des Landes
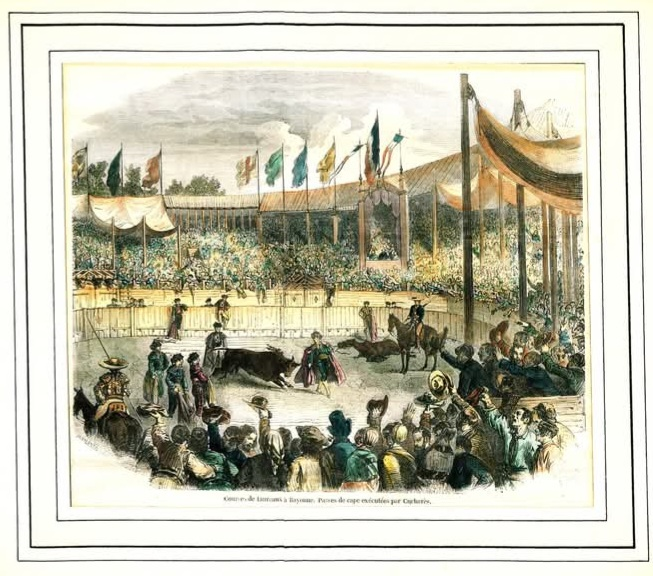
Gravure de la première corrida de l'époque moderne en France organisée le 21 août 1853 sur la place de la Course à Saint-Esprit, alors commune du département des Landes.

## Démographie
| 1793  | 1800  | 1806  | 1821  | 1831  | 1836  | 1841  | 1846  | 1851  |
| ----- | ----- | ----- | ----- | ----- | ----- | ----- | ----- | ----- |
| 4 509 | 4 763 | 4 946 | 5 283 | 5 895 | 5 997 | 7 324 | 7 758 | 6 819 |

| 1856  | - | - | - | - | - | - | - | - |
| ----- | - | - | - | - | - | - | - | - |
| 7 039 | - | - | - | - | - | - | - | - |

## Culture et patrimoine

### Lieux et monuments
On trouve dans ce quartier de Bayonne :
- l'église Saint-Esprit[12], édifiée sur les bases d'un prieuré roman dont quelques éléments subsistent dans l'édifice actuel. Cette église est élevée au rang de collégiale par Louis XI à la fin du XVe siècle. Les très belles voutes gothiques du chœur ornées d'entrelacs et de médaillons propres au style flamboyant datent de cette époque[13]. L'église contient des reliques de Sainte-Irène. Elle recèle également un groupe sculpté dit l'âne de saint Bernard[14] classé par les Monuments historiques ;
- la place de la République et de l'église Saint-Esprit ;
- la gare de Bayonne ;
- la citadelle de Bayonne[15] édifiée par Vauban datant du XVIIe siècle ;
- le pont Saint-Esprit, datant de 1849 (cité dans la chanson populaire Les fêtes de Bayonne) ;
- le DIDAM - espace d'expositions d'art contemporain, dont la photographie, sur la rive nord de l'Adour, quai de Lesseps[16] ;
- le cinéma L'Atalante (ex-cinéma Saint-Esprit créé en 1913, puis Vox, puis Utopia, et enfin L'Atalante).

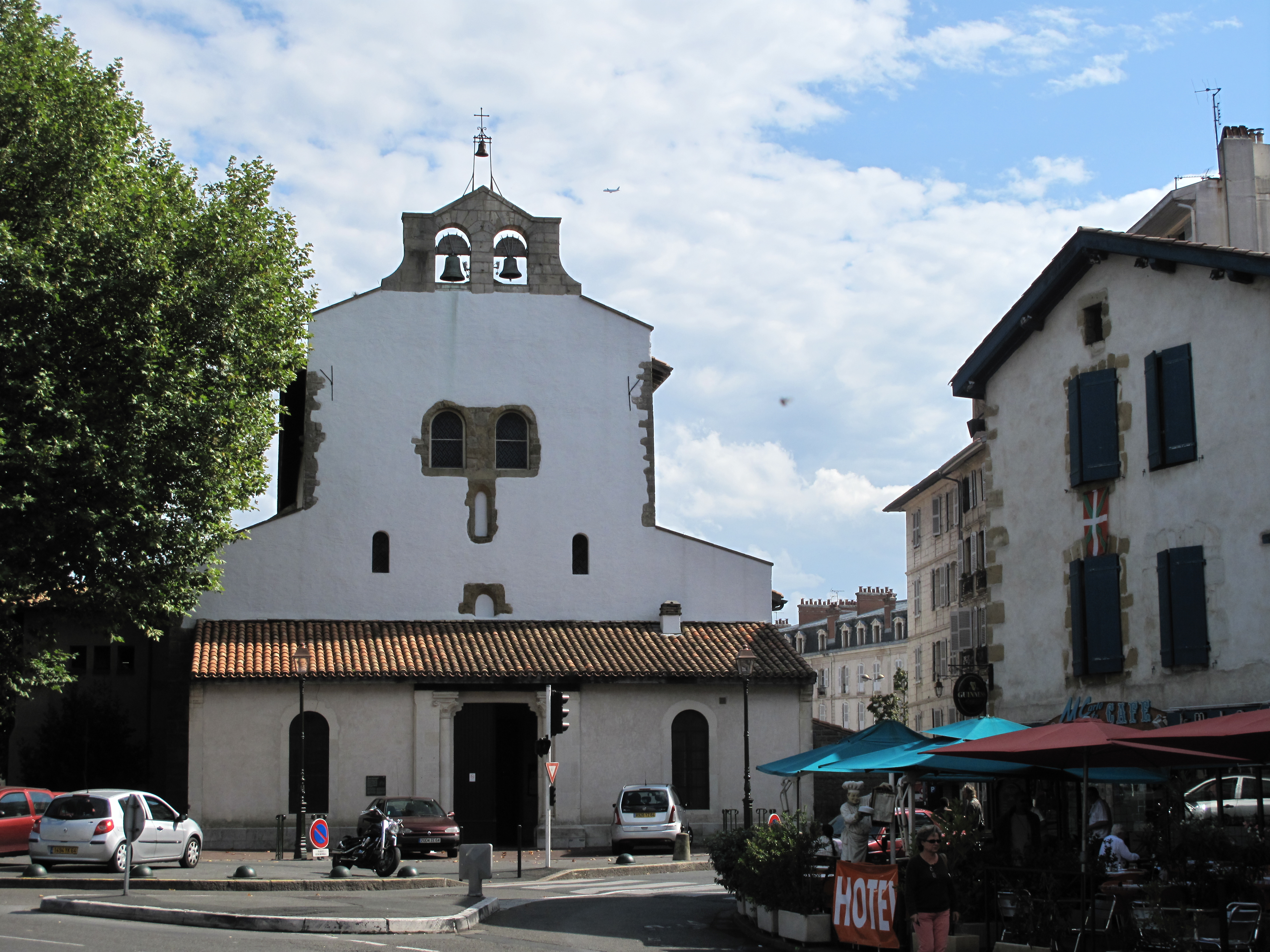
L'église Saint-Esprit.
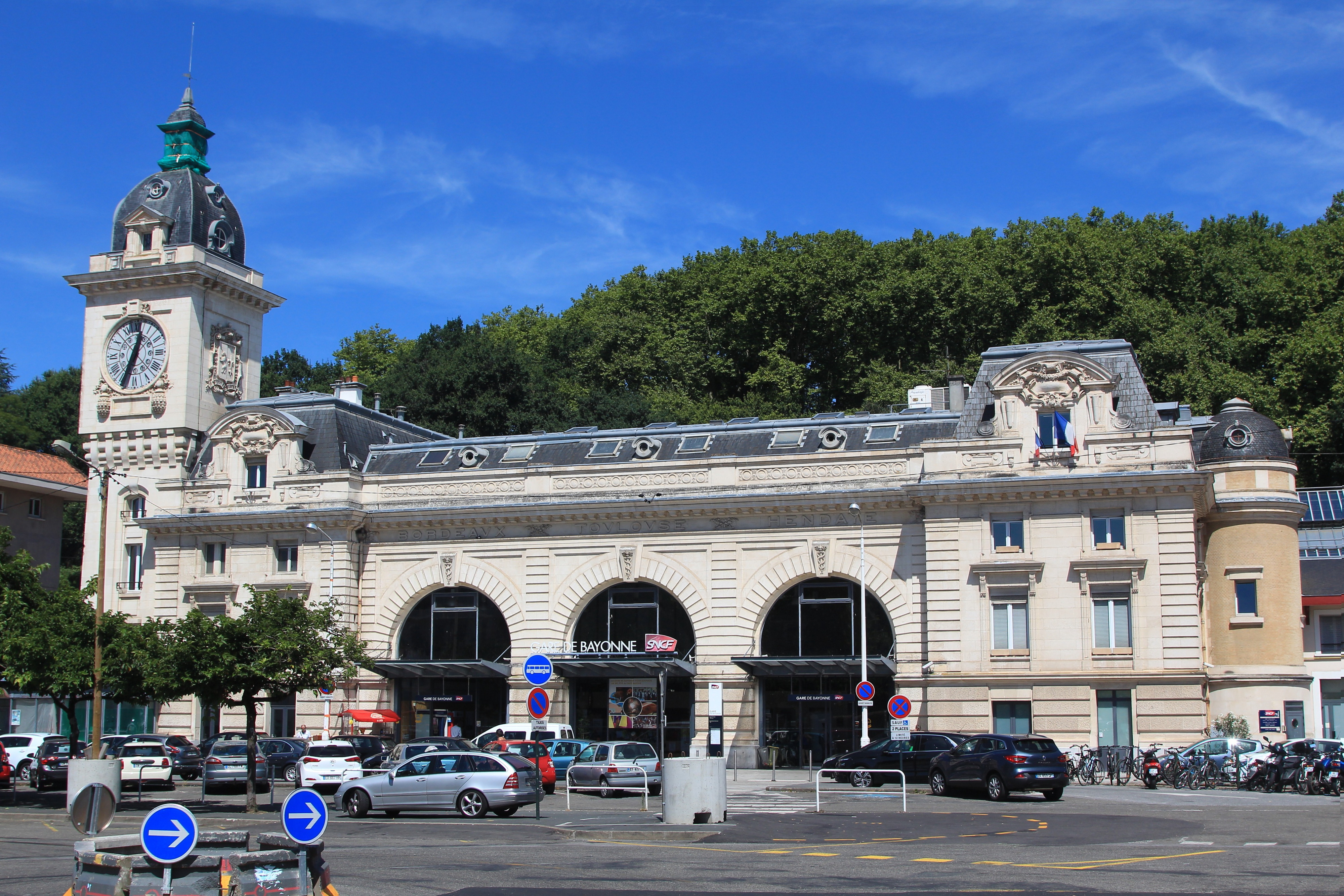
La gare de Bayonne.
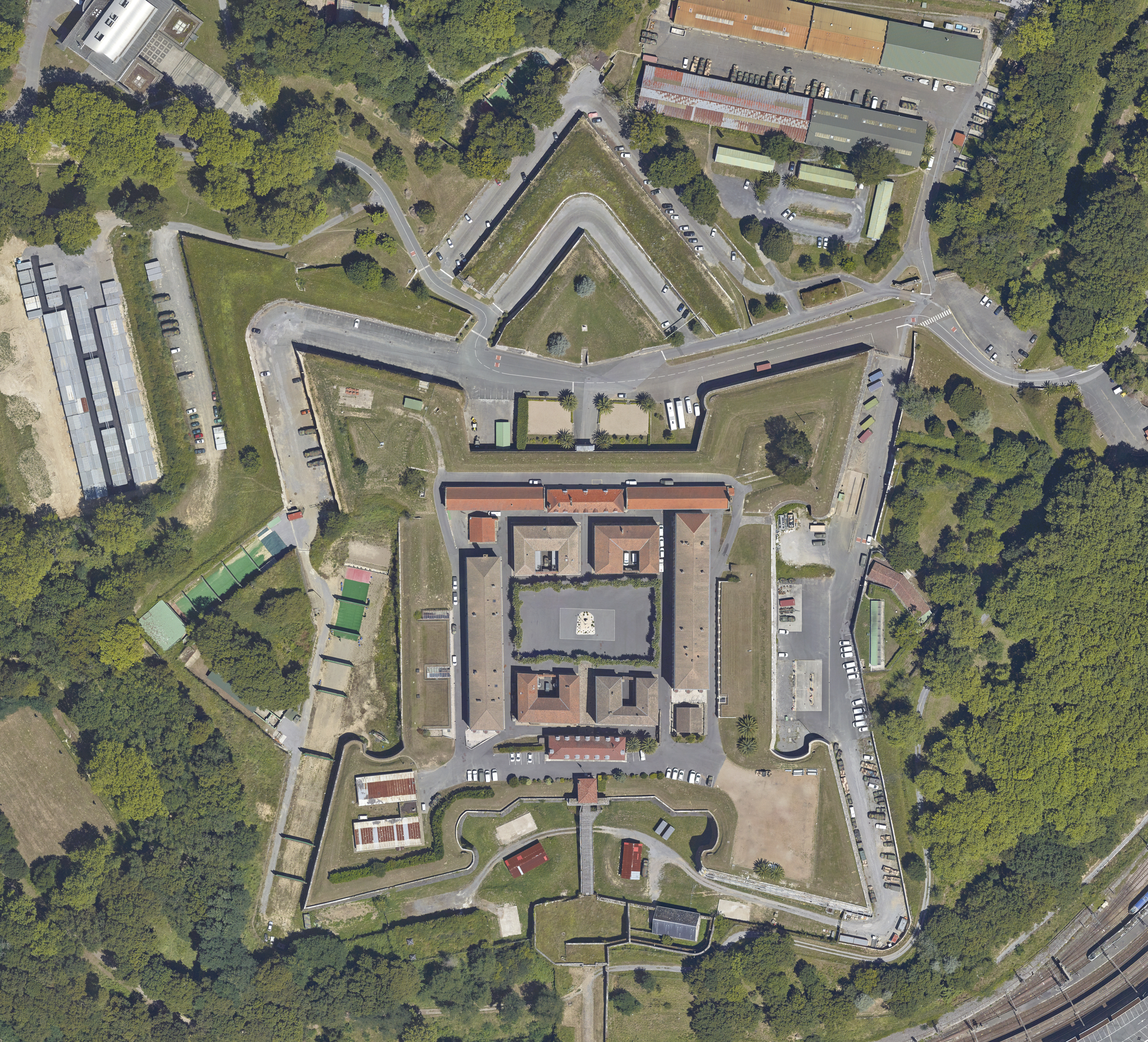
La citadelle de Bayonne.
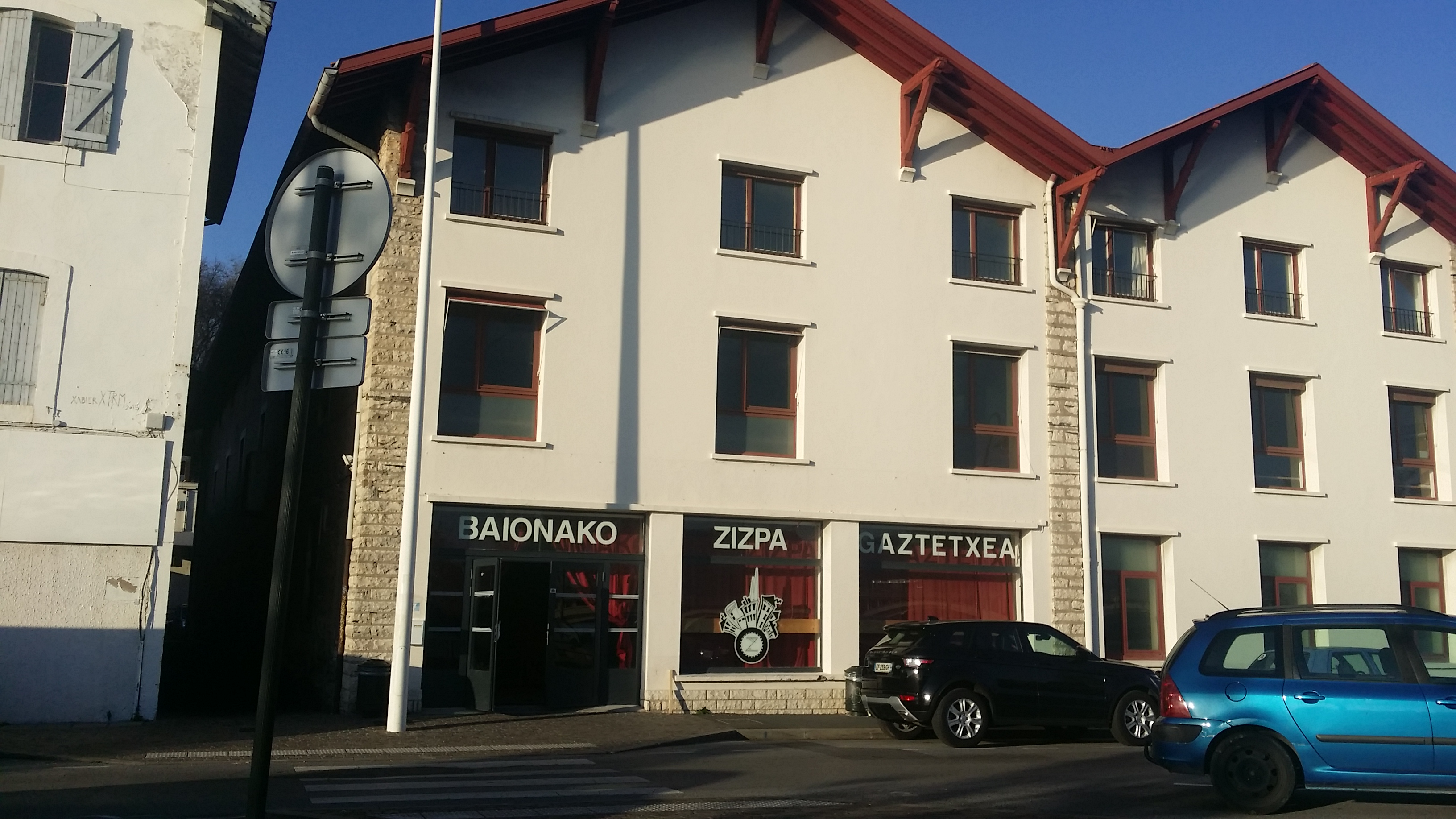
Façade du Baionako Zizpa Gaztetxea, institut culturel basque.
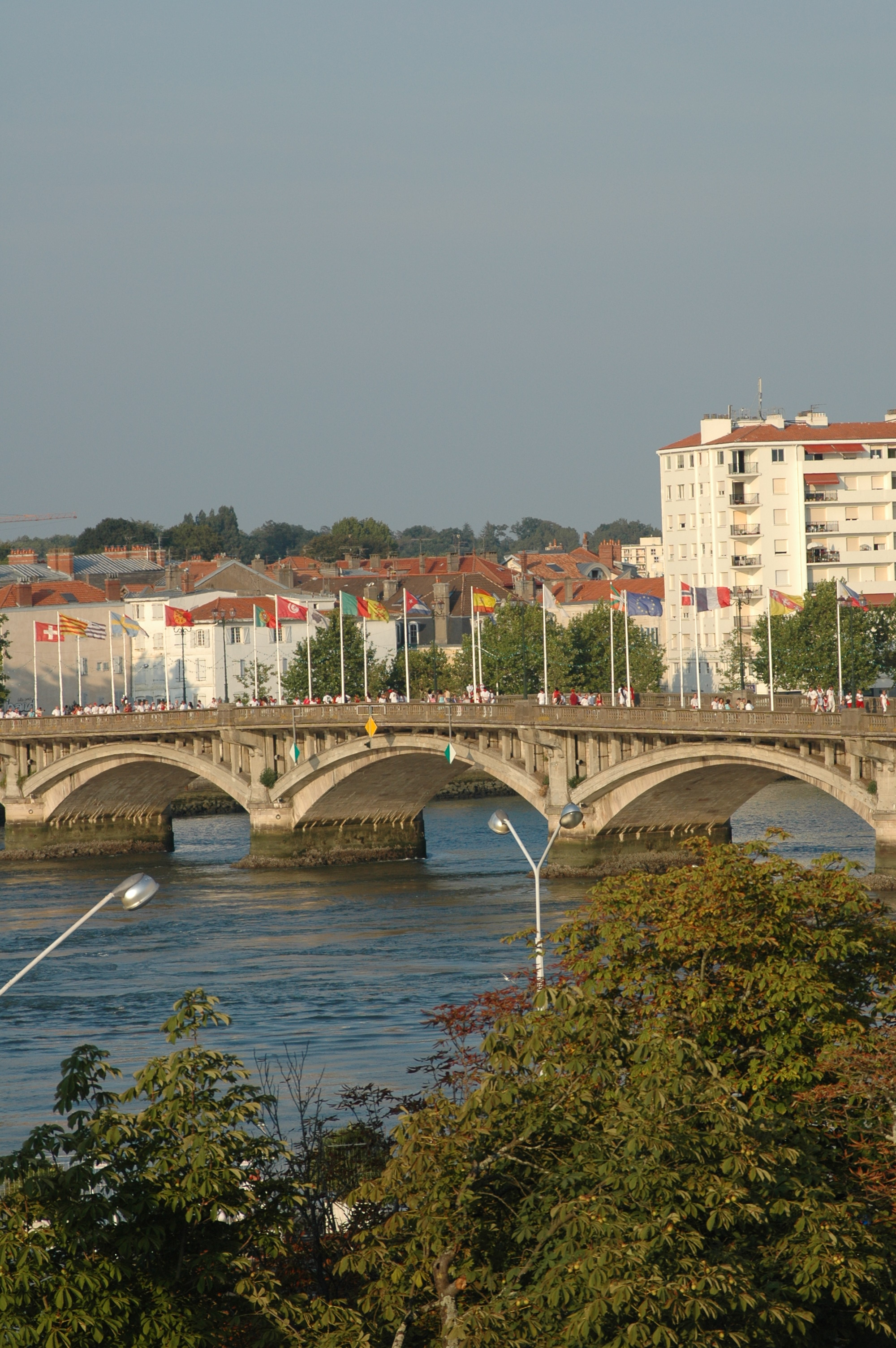
Le pont Saint-Esprit.

### Personnalités liées au quartier
- Auguste Andrade (1793-1843), chanteur et compositeur français, né à Saint-Esprit.
- Camille Delvaille (1835-1904), médecin, journaliste et conseiller municipal de Bayonne
- Augustin Chaho (1811-1858), écrivain, périodiste, indianiste, philologue et homme politique basque français de langue basque et française, considéré comme un précurseur du nationalisme basque, un pionnier du laïcisme et du républicanisme au Pays basque et auteur d'un énorme travail, presque en solitaire, en faveur de la langue basque et de la culture basque. Il s'installe en 1844 à Bayonne, où il devient conseiller municipal, puis est élu conseiller général du canton de Tardets. En 1846 il est membre de la loge maçonnique La Parfaite Union de Saint-Esprit. Il s'impose à la tête de la Révolution de 1848 à Bayonne. Après la prise du pouvoir par les bonapartistes, il s'exile momentanément à Vitoria, dans le Pays basque espagnol, avant de revenir à Bayonne, où il meurt.
- Joseph Bosquillon de Frescheville (1823-1911), général et homme politique né à Saint-Esprit, député du Nord.
- Le cardinal Lavigerie, archevêque d'Alger et de Carthage, fondateur des « Pères blancs » et des « Sœurs blanches », naît en 1825 à Huire, en Saint-Esprit, qui est encore une commune des Landes. Il vit à Huire ses huit ou dix premières années, avant d'aller habiter à Saint-Étienne-d'Arribe-Labourd, paroisse du nord de la commune[17].
- Esther Brandeau, la première personne juive connue à poser le pied, en 1738, sur le sol du Canada, appelé à l'époque Nouvelle-France, est née à Saint-Esprit en 1718[18],
- Paulus (1845-1908), chanteur français né à Saint-Esprit.